# Marcel Méran
Marcel Méran est un skipper, architecte naval, industriel et artiste peintre français né le 4 octobre 1871 à Bordeaux et mort le 9 avril 1949 à L'Isle-Adam. 

## Biographie
Marcel Méran est fils d'un avocat maire d'Arcachon dans les années 1880. Il crée avec Pierre Gervais une entreprise de construction de voitures, Méran-Gervais avant de diriger une usine de céramique en région parisienne. Membre de plusieurs sociétés comme le Cercle de la voile de Paris et la Société astronomique de France, il est aussi architecte naval et artiste peintre.
Il n'apparait pas dans les documents du Comité international olympique mais est cité par Bill Mallon, historien des Jeux olympiques, comme participant aux courses de voile des Jeux olympiques d'été de 1900. Avec l'équipage du Scamasaxe, il remporte la médaille de bronze olympique dans la première course de classe ½-1 tonneau. Dans la deuxième course, le Scamasaxe termine deuxième, mais cette épreuve n'est pas reconnue par le Comité international olympique.